# Cazaci de la Marea Neagră
Armata cazacilor de la Marea Neagră (în limba rusă: Черномо́рское каза́чье во́йско), cunoscută și ca Cernomoria (Черномо́рия), a fost o armată căzăcească creată în 1787 în Sudul Ucrainei din membri ai fostei Armate zaporijiene.  La sfârșitul secolului al XVIII-lea, Armata a fost recolonizată pe cursul râului Kuban. Împreună cu Armata de pe Linia Caucazului, cazacii Mării Negre au ocupat o linie defensivă de la vărsarea râului Terek până la gura Kubanului și au acționat alături de cazacii din Caucaz împotriva triburilor montane din Caucazul de nord.

## Istoric

Drapelele de luptă ale cazacilor de la Marea Neagră

Cazacii ucraineni au jucat un rol de primă importanță în timpul războiului ruso-turc din 1787–1797. Pentru serviciile remarcabile aduse cauzei ruse, împărăteasa Ecaterina a II-a i-a răsplătit în 1792 pe sus-numiții cazacii cu pământurile din Kuban  din nordul Caucazului (între valea râului Kuban și Marea Azov).   În acele vremuri regiunea de stepă respectivă, asupra căreia Imperiul Rus câștigase controlul în 1784, era foarte slab populată
Cei 25.000 de cazaci care au participat la migrația spre Kuban, rebotezați „Armata Mării Netre”, s-au mutat din Ucraina în noile teritorii în perioada 1792 – 1794. La început, cazacii au păstrat tradițiile din Zaporijia, cum era de exemplu alegerea democratică a atamanilor și consilierilor acestora, dar, cu timpul, ei au adoptat regulile rusești. 
În loc să construiască un Sici central, ei au ales să formeze o linie defensivă de la vărsarea râului Kuban până la vărsarea râului Bolșaia Laba și au colonizat regiunea de la nordul acestei linii cu stanițe.
Efectivele Armatei au fost suplimentate prin migrarea unor noi grupuri de cazaci. Populația Armatei numara în 1801 peste 32.000 de persoane. În 1808, cinci sute de cazaci repatriați din Bugeacul aflat sub control turcesc au fost recolonizați pe teritoriul Armatei Mării Negre. Alte valuri de emigranți au fost în 1809 – 1811 (aproximativ 23.000 de oameni)m 1845 – 1859 (aproximativ 20.000 de oameni). În total, în regiunea Kubanului au fost colonizați aproximativ 100.000 de oameni originari din Ucraina. Spre sfârșitul primei jumătăți a secolului al XIX-lea, în regiune existau trei orașe, o colonie germană, 63 de așezări militare și aproximativ 3.000 de hutoare.
. Această migrațiune de proporții a fost posibilă odată cu slăbirea amenințării Imperiului Otoman în Europa de sud-est și cu apariția noilor state tampon din Balcani. 
Centrul administrativ al Armatei a fost fixat la Ekaterinodar (în traducere „Darul Ekaterinei”). 
Armata cazacilor Mării Negre a participat la cele mai importante campanii militare ale Imperiului Rus începând cu sfârșitul celui de-al XVIII-lea secol, precum înăbușirea Insurecției lui Kościuszko din 1794, campania dezastruoasă din Persia din 1796, (în timpul căreia aproape jumătate dintre cazaci a murit de foame și boli), Războiul Patriotic din 1812,  războiului ruso-persan din 1826 – 1828, sau Războiul Crimeii, (unde s-au distins în timpul apărării Sevastopolului).   
Cazacii Mării Negre au continuat sistematic ocuparea regiunilor muntoase din Caucazul nordic. După ce au luat parte activ la fazele finale ale Războiului Caucazului, au colonizat toate regiunile pe care rușii le-au cucerit de la triburile regiunii. 

În cele din urmă, Armata Mării Negre și cea a Azovului au fost unite pentru a forma Armata cazacilor din Kuban.

## Administrația
Administrația Armatei a fost asigurată la început de un guvernator militar.  Mai târziu, a fost creat un corp de conducere executiv al ofițerilor, care avea în frunte pe atamanul numit. Din punct de vedere militar, Armata era subordonată guvernatorului militar din Herson, iar, din 1802, Inspectoratului militar al Crimeii.  Rezolvarea problemelor civile a fost asigurată de guvernatorul guberniei Taurida.